# Kenneth MacMillan
Sir Kenneth MacMillan (* 11. Dezember 1929 in Dunfermline, Schottland; † 29. Oktober 1992 in London, England) war ein britischer Ballett-Tänzer und Choreograf.

## Leben
Kenneth MacMillan wuchs in Great Yarmouth auf. Dort begann er seine Tanzausbildung bei Phyllis Adams. Schon nach wenigen Monaten bewarb er sich um ein Stipendium am Sadler’s Wells Ballet und wurde aufgenommen. Ein weiteres Jahr später wurde er ein Mitglied der Ballettkompanie des Sadler’s Wells Theaters. Bald danach startete er erste Experimente als Choreograf. Schließlich gab er seine Karriere als Tänzer zu Gunsten der Choreografie auf. Er hat eine Vielzahl von Choreografien geschrieben. Zu seinen Arbeiten gehören sowohl abstrakte Ballette, als auch Handlungsballette.
Sein erstes Handlungsballett Romeo und Julia wurde mit Rudolf Nurejew und Margot Fonteyn in den Hauptrollen verfilmt. Im Jahr 1974 brachte er in London mit dem Royal Ballet im Royal Opera House sein Ballett Manon nach der Musik von Jules Massenet heraus.
Während seiner langen Karriere arbeitete er unter anderem als Leiter und Choreograf für das Royal Ballet, das American Ballet Theatre, das Stuttgarter Ballett, das Houston Ballet und das Ballett der Deutschen Oper Berlin, wo er von 1966 bis 1969 Ballettdirektor war. In Stuttgart choreographierte er unter anderem 1963 das Ballett Las Hermanas nach dem Drama Bernarda Albas Haus von Federico García Lorca und 1965 ein Ballett nach Gustav Mahlers Liedzyklus Das Lied von der Erde.
1983 wurde er von Königin Elisabeth II. zum Ritter geschlagen. Kenneth MacMillan starb 1992 an einem Herzinfarkt.

## Preise und Auszeichnungen
- 1975: Ehrendoktor der Universität Edinburgh
- 1978: Evening Standard Ballet Award
- 1979: Queen Elizabeth II Coronation Award der Royal Academy of Dancing
- 1980, 1983: Society of West End Theatres Award